# Вортон (Њу Џерзи)
Вортон (енгл. Wharton) град је у америчкој савезној држави Њу Џерзи.

## Демографија
По попису из 2010. године број становника је 6.522, што је 224 (3,6%) становника више него 2000. године.
| Група             | 2000.         | 2010.         |
| Белци             | 4.253 (67,5%) | 3.158 (48,4%) |
| Афроамериканци    | 277 (4,4%)    | 298 (4,6%)    |
| Азијати           | 198 (3,1%)    | 370 (5,7%)    |
| Хиспаноамериканци | 1.462 (23,2%) | 2.630 (40,3%) |
| Укупно            | 6.298         | 6.522         |